# کافه ستاره
کافه ستاره چهارمین فیلم سینمایی سامان مقدم است. این فیلم در بیست و چهارمین جشنواره فیلم فجر (۱۳۸۴) در بخش مسابقه سینمای ایران شرکت کرد اما موفق به کسب هیچ سیمرغ بلورینی نشد. با این حال کافه ستاره توانست تندیس بهترین تدوین و همچنین تندیس ویژه هیئت داوران دهمین جشن خانه سینما را به خود اختصاص دهد. این فیلم در دهمین جشن سینمایی ـ تلویزیونی دنیای تصویر در هفت رشته نامزد بود که سرانجام موفق به کسب جایزه‌های بهترین کارگردانی، بهترین تدوین و بهترین بازیگر زن (رؤیا تیموریان) شد.
کافه ستاره فیلمی اپیزودیک است که در سه قسمت مختلف داستان زندگی سه زن را در یکی از محله‌های قدیمی تهران روایت می‌کند و بر اساس کوچه مداق اثر نجیب محفوظ نوشته شده است. این فیلم یکی از فیلمهای مورد علاقه و محبوب برخی منتقدان از جمله مسعود فراستی منتقد سرشناس و مطرح ایرانی است که این فیلم را ستوده است.

## بازیگران
| بازیگر         | نقش        |
| -------------- | ---------- |
| افسانه بایگان  | فریبا      |
| پژمان بازغی    | ابی        |
| هانیه توسلی    | سالومه     |
| رؤیا تیموریان  | ملوک       |
| حامد بهداد     | خسرو       |
| شاهرخ فروتنیان | فریدون     |
| مسعود رایگان   | پدر سالومه |
| نیکو خردمند    | مادر فریبا |
| ایرج نوذری     | شاهین      |
| نگار فروزنده   | کتی        |
| کوروش ستوده    |            |
| مهدی صباغی     | احمد       |
| کیانوش گرامی   | خواننده    |